# Moho bishopi
Il moho di Molokai o moho di Bishop, più correttamente ʻōʻō di Molokaʻi (Moho bishopi (Rothschild, 1893)), è un uccello passeriforme estinto della famiglia dei Mohoidi.

## Etimologia
Il nome scientifico della specie, bishopi, venne scelto in onore a Charles Reed Bishop, fondatore dell'omonimo museo: il nome comune di questi uccelli è un riferimento a quello che fu il loro areale.

## Descrizione

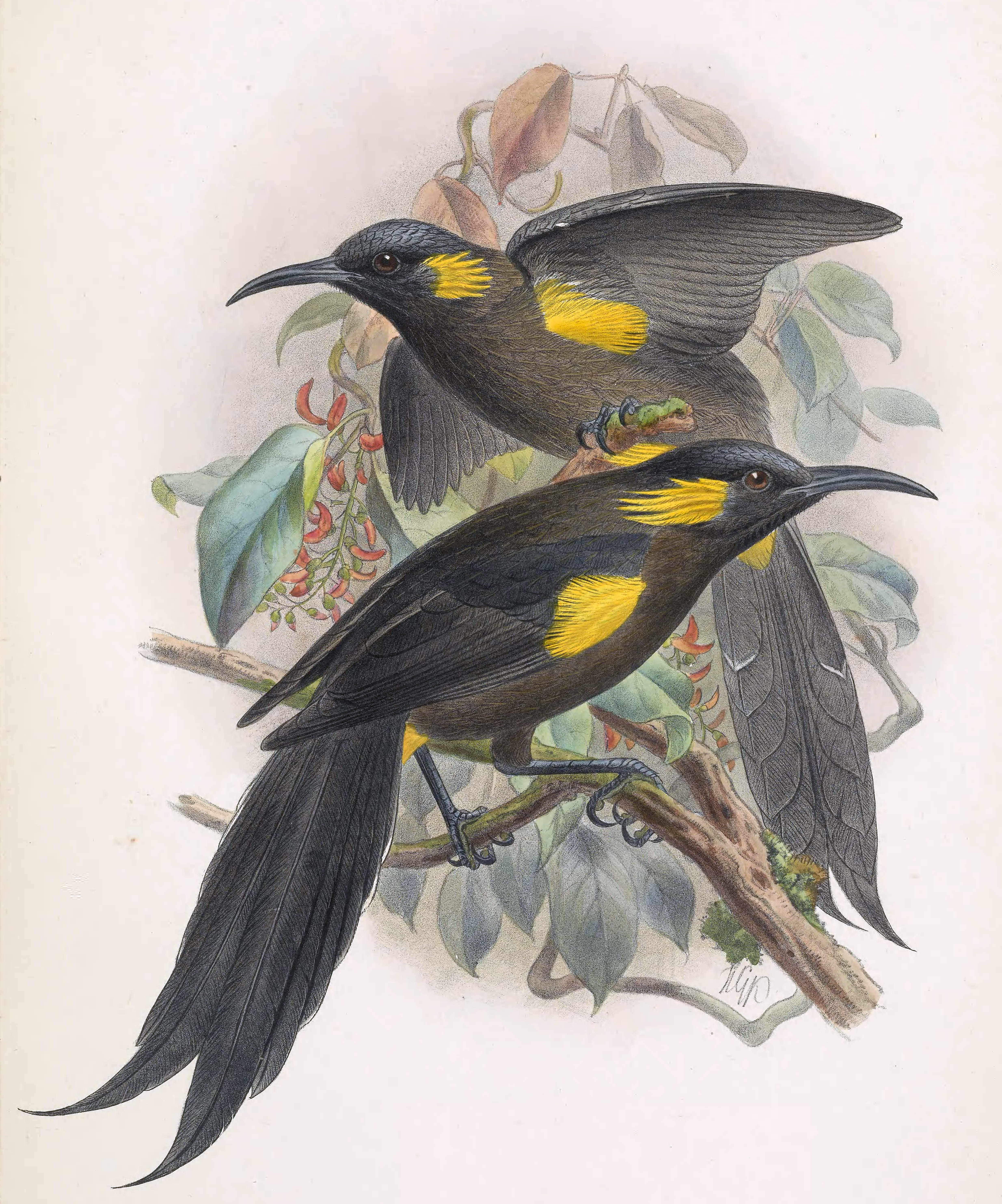
Coppia (femmina in secondo piano) in illustrazione di Keulemans.

### Dimensioni
Raggiungeva i 29 cm di lunghezza, dei quali poco più di un terzo (10 cm) spettava alla lunga coda.

### Aspetto
Si trattava di uccelli dall'aspetto slanciato, muniti di piccola testa arrotondata con dei caratteristici ciuffi di penne sulle guance, becco lungo, sottile e ricurvo verso il basso, zampe forti e allungate e coda lunga e dalle penne centrali appuntite.
Il piumaggio era di colore nero lucido su quasi tutto il corpo: facevano eccezione le penne del sottocoda (di colore giallo oro) ed un ciuffo di penne erettili nell'area scapolare, dello stesso colore, mentre la caratteristica peculiare di questa specie era la presenza di un ventaglio di penne gialle anche su ciascuna guancia.

Il dimorfismo sessuale era presente ma non evidente, con le femmine dalla colorazione lievemente meno brillante rispetto ai maschi.
In ambedue i sessi il becco e le zampe erano di colore nero, mentre gli occhi erano di colore bruno scuro.

## Biologia
Le abitudini di questi uccelli sono in larghissima parte ignote, anche a causa della loro precoce estinzione: molto verosimilmente essi erano diurni e vivevano da soli o in coppie e si nutrivano di nettare e piccoli invertebrati che reperivano nei fiori durante la ricerca del cibo.
Il richiamo di questi uccelli era caratterizzato dalla presenza di due sillabe identiche che suonavano come oh-oh, e poteva essere udito nella foresta a centinaia di metri di distanza.

## Distribuzione e habitat
Come intuibile dal nome comune, il moho di Molokai era endemico dell'isola hawaiiana di Molokai, della quale la specie sembrava abitare le foreste montane della porzione orientale.

Resti subfossili ascritti a questi uccelli sono stati rinvenuti anche nel nord di Maui, ma secondo alcuni autori si tratterebbe di una specie separata di moho.

## Estinzione

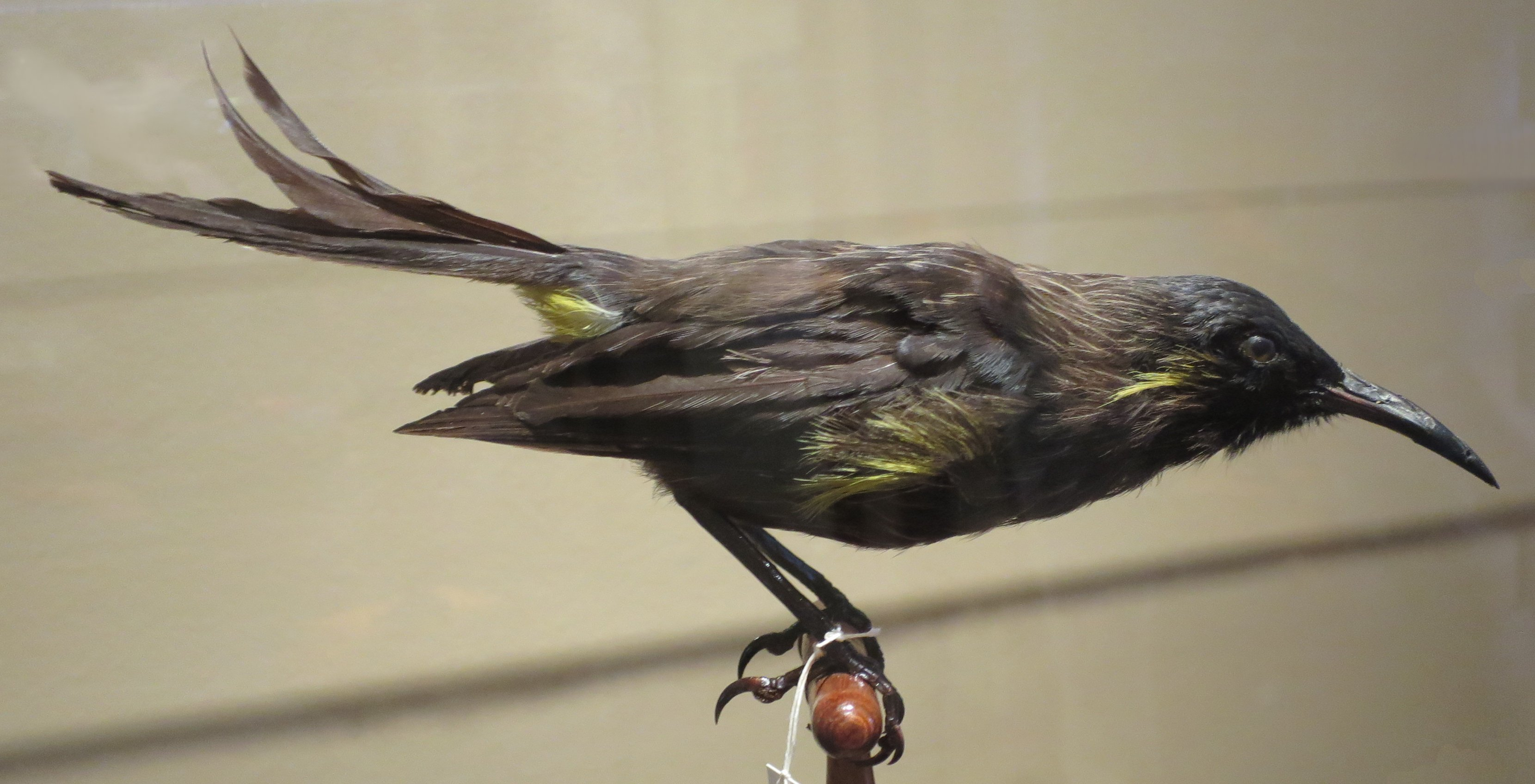
Esemplare impagliato al Museo Bernice Pauhai Bishop.

Scoperta dagli europei nel 1892, quando Henry Palmer ne ottenne gli esemplari da fornire a Walter Rothschild per la descrizione scientifica, la specie venne osservata per l'ultima volta nel 1904 da George Munro: sebbene segnalazioni di questi uccelli siano pervenute allo stesso Munro fino al 1915, le numerose spedizioni fatte per osservare il moho di Molokai fino al 1949 hanno dato tutte esito negativo.

Un esemplare di questi uccelli sarebbe stato osservato nel 1981 sulle pendici nord-orientali dell'Haleakalā, tuttavia, mancando avvistamenti attendibili ed osservazioni di sorta, la specie è stata dichiarata ufficialmente estinta nel 2001.
Il moho di Molokai si è estinto molto verosimilmente per una combinazione di fattori: questi uccelli, già cacciati dai nativi per ricavarne le pregiatissime piume gialle, da utilizzare per rivestire i vestiti dei nobili, videro la propria consistenza numerica calare in maniera vertiginosa a partire dall'ultimo decennio del XIX secolo, quando l'alterazione del loro habitat, la predazione da parte delle specie introdotte e soprattutto l'arrivo del vaiolo aviario e della malaria aviaria ebbero un effetto devastante su tutta la fauna endemica dell'arcipelago.